# 平野雅章 (経営学者)
平野 雅章（ひらの まさあき、1949年6月22日 - ）は、日本の経営学者。学位は、工学博士。早稲田大学名誉教授。元経営情報学会会長。HEC経営大学院客員教授、INSEAD客員教授なども務めた。

## 人物・経歴
神奈川県藤沢市出身。1974年東京工業大学経営工学科卒業。1975年文部省学生交流制度でオックスフォード大学科学史・科学哲学科へ留学。1977年東京工業大学大学院総合理工学研究科経営工学専攻修了、工学修士。1982年東京工業大学大学院総合理工学研究科システム科学専攻修了、工学博士、東京工業大学大学院研究生。
1983年早稲田大学システム科学研究所助手。1985年オックスフォード大学セント・アントニーズ・カレッジSwire研究員。1988年早稲田大学システム科学研究所専任講師。1990年早稲田大学システム科学研究所助教授。1993年ロンドン大学卒業、経済学士（BSc（Economics）, Honours）。1996年早稲田大学システム科学研究所教授。1998年早稲田大学アジア太平洋研究センター教授。
2002年早稲田大学大学院アジア太平洋研究科教授、HEC経営大学院客員教授。2003年早稲田大学大学院経営管理研究科教授。2004年経営情報学会会長。2005年経営情報学会度論文賞受賞。2011年経営情報学会会長。2014年ランドコンピュータ監査役。2020年早稲田大学名誉教授。INSEAD客員教授、東京工業大学特任教授、東京芸術大学非常勤講師なども務めた。

## 著書
- 『内部統制Q&A 経営幹部の疑問にズバリ答える 』（編著）日経BP 2006年
- 『IT投資で伸びる会社、沈む会社』日本経済新聞出版社 2007年
- 『CIOのための情報・経営戦略―ITと経営の融合』（共著）中央経済社 2010年